# Daniela Šinkorová
Daniela Šinkorová (* 28. prosinec 1972 Nitra) je slovenská herečka, zpěvačka a pedagožka žijící v České republice.

## Život
Daniela Šinkorová pochází z umělecké rodiny. Její matka je loutkoherečka. Má o jedenáct let starší sestru Janu. Jako malá hrála na piano, flétnu, bicí, chodila na klasické i společenské tance a do sborového zpěvu.
Vystudovala hudebně-dramatický obor na konzervatoři v Bratislavě a v roce 1995 muzikálové herectví na Divadelní fakultě Janáčkovy akademie múzických umění v Brně. Během studií hostovala na Nové scéně v Bratislavě v roli Lienky v muzikálu Grandhotel a v muzikálech Sny noci svatojánské a Bastard v Městském divadle v Brně. Vysokou školu absolvovala v hlavní roli Sugar v muzikálu Někdo to rád horké v ND Brno, ale tuto roli si později zahrála i v HDK v Praze. Její repertoár je založen na písních z populárních muzikálů (ve kterých účinkovala, nebo stále účinkuje). Hraje u soukromých společností a také na českých předních divadelních scénách. V letech 2014–2016 hrála hlavní roli (Donna) v muzikálu Mamma Mia!, který se uváděl v Kongresovém centru v Praze a také v HDK v muzikálu The Addams family, kde hraje také hlavní roli.
Účinkovala v televizních pořadech Jsou hvězdy, které nehasnou, Go Go Show, televizních Silvestrech a mnoha dalších. Objevila se v seriálu Nemocnice na kraji města po dvaceti letech v roli doktorky Nadi Šulcové.
Vystupovala v rolí Sally Bowles v představení Kabaret v plzeňském Divadle J. K. Tyla. Ztvárnila roli lékařky Gity Petrové v seriálu Ordinace v růžové zahradě. Obdržela Cenu Týtý 2005 v kategorii herečka. Získala i 2 ceny Thálie (rok 2002 a 2004)
Uváděla pořad o vaření Česko na talíři. Později hrála v seriálu Gympl s (r)učením omezeným zdravotní sestru Majku Šmídovou.
Účinkovala v divadle Palace v muzikálu Miluju tě, ale... a v činohře Manželský poker a v činohře Celebrity s. r. o. Moderovala VIP zprávy na Primě (dnes TOP STAR).
V roce 2018 se zúčastnila Stardance IX. Jejím tanečním partnerem byl Michal Padevět. Byli vyřazeni ve 3. kole.
V současné době učí na Konzervatoři Jaroslava Ježka a působí jako vedoucí muzikálového oddělení na Mezinárodní konzervatoři Praha.

## Ocenění
- Týtý 2006
- Anno 2006 – získala cenu televize NOVA v kategorii Nejoblíbenější žena TV Nova.
- Týtý 2005 – 12. března 2006 získala v kategorii Herečka.
- Česká dvanáctka 2004 – hitparáda českých písniček neboli CZ12; píseň „To je štěstí“
- Thálie 2004 v kategorii muzikál a opereta, role Sally Bowlesové v muzikálu Kabaret.
- Thálie 2002 v kategorii muzikál a opereta, role Zuzany v muzikálu Kristián.
- Zlatá deska 2008 za 7 500 prodaných nosičů alba Dárek vánoční

## Filmografie (výběr)
- 1993 – Prvá noc pri mŕtvej (TV film)
- 2003 – Nemocnice na kraji města po dvaceti letech (Dr. Šulcová)
- 2005 – Ordinace v růžové zahradě (MUDr. Gita Petrová)
- 2006 – Experti (Helena)
- 2012 – Gympl s (r)učením omezeným (Marie neboli Majka Šmídová)
- 2001 – O ztracené lásce (Čičulína)
- 2016 – Ohnivý kuře (moderátorka soutěže)
- 2020 – Sestřičky (Ivana Kinská)

## Jiné
- 2018 – StarDance …když hvězdy tančí (9. řada)

## Diskografie
- 2001 – Chybí mi smích – Esomusic, singl
- 2004 – To je štěstí – Popron Music, CD
- 2005 – Muzikál, Film a Televize – Popron Music, CD
- 2006 – Dárek vánoční – Universal Music, CD

### Kompilace
- 2000 Co láska si žádá – Fischer Entertainment, singl (píseň Co láska si žádá zpívá 10 zpěvaček mezi nimi Radka Fišarová, Denisa Marková, Kateřina Mátlová, Kateřina Nováková, Alice Konečná, Daniela Šinkorová, Věra Špinarová, Markéta Vítková)
- 2001 Co láska si žádá – Fischer Entertainment, CD
- 2001 Rebelové Rokenrolů – Eso Music Production – 2. To máme mládež (se sborem)
- 2002 Holka, co máš ji rád – Alice – Esomusic, Singl (Daniela Šinkorová napsala český text písně)
- 2002 Holka, co máš ji rád – Alice – Esomusic, CD (Daniela Šinkorová napsala některé texty)
- 2002 Hity z českých muzikálů – Popron Music – Aquaius/LetThe Sunshine (Hair) – Daniela Šinkorová, Roman Vojtek, H.Svrček, Kateřina Nováková / Hříšnej jazz (Chicago) – Daniela Šinkorová, Š. Marková, Kateřina Nováková
- 2003 Muzikály aneb nestárnoucí písně v novém – Tak jak plyne řeky proud/To máme mládež/Krvežíznivej rak/ Tak jak plyne řeky proud/ Pomáda – megamix/Rebelové rokenrolu
- 2003 S tebou mě baví žít – FR centrum – 06. Vzácnej dar
- 2003 Zas je tu Rock´n´Roll – Popron Music – R´n´R Medley – Rebelové rokenrolu/Dáme si twist a ´dem – Daniela Šinkorová/To máme mládež – Daniela Šinkorová, sbor/La Bamba – rebelové rokenrolu/Dream Medley – Rebelové rokenrolu/R´n´R Medley II. – Rebelové rokenrolu
- 2003 Muzikál Pomáda komplet – Universal Music – Freddy ty můj – Daniela Šinkorová/Sandra Dee – Daniela Šinkorová/Ještě horší věci jsou – Daniela Šinkorová/Pomáda megamix – Daniela Šinkorová, Jan Urban, Roman Vojtek, Hynek Svrček,
- 2003 Velké muzikálové hity – FR centrum – Fame / Vzácnej dar / Jen ty bys mě moh´ mít rád / Hříšnej jazz – Daniela Šinkorová, Kateřina Nováková, Šárka Marková
- 2003 Pocta W. M. – Hvězdy zpívají Waldovy Hity – To se nikdo nedoví – Daniela Šinkorová a Roman Vojtek
- 2004 Muzikály '2004
- 2004 Věrně Nevěrná – Alice Konečná – Sony Music (Daniela Šinkorová napsala některé texty)
- 2004 Pojď ke mne blíž – FR centrum – To je štěstí
- 2004 Miluji tě ale ...
- 2004 Láska prý... – FR centrum – Vzácnej dar
- 2004 ...A Muzikály – Areca Multimedia – 09. Hříšnej jazz – Daniela Šinkorová a Kateřina Nováková a Šárka Marková/10. Jen ty bys mě moh´ mít rád – Daniela Šinkorová/13. Sbohem Kristiáne – Daniela Šinkorová a Lumír Olšovský
- 2004 České Super Hity 8 – Popron Music – 08. To je štěstí
- 2005 Muzikálový koktejl – Popron Music
- 2005 Česká dvanáctka – EMI Czech Republic – To je štěstí
- 2005 Všem láskám – Areca Music – 09. – Hříšná láska
- 2005 REBELOVÉ jsou zpět! – Areca Multimedia – 06. Chytila jsem na pasece motýlka
- 2007 Život je muzikál – Roman Vojtek – Popron Music – 05. To se nikdo nedoví – Roman Vojtek a Daniela Šinkorová/20. Horečka – Roman Vojtek a Daniela Šinkorová a Company projektu Muzikálový koktejl
- 2007 Den, kdy se vrátí láska – Universal Music – 08. Už z hor zní zvon (CD vydáno 26.3. 2007)
- 2007 Jack Rozparovač – Sony BMG Music – 06. Jen se ptám – Daniela Šinkorová/12. Už lásku znám – Daniela Šinkorová a Roman Vojtek/14. O něčem sním (Hit Radio Version) – Daniela Šinkorová a Vašo Patejdl
- 2007 Muzikálové Hity Edice '2007 – Už lásku znám – Daniela Šinkorová a Roman Vojtek (Jack Rozparovač)
- 2007 Miluji tě čím dál víc – Popron music – 05. Daniela Šinkorová – Hříšná láska (Be My Baby)
- 2007 Největší muzikálové hity – Popron Music, 2CD (EAN/UPC: 8590442049016) – CD1: 17. Jen Ty bys mě moh mít rád (Někdo to rád horké) – Daniela Šinkorová, CD2: 04. Hříšná láska (Be My Baby)– Daniela Šinkorová/08. Aquarius (Let The Sunshine) – Vlasy – Daniela Šinkorová, Hynek Svrček, Kateřina Nováková, Roman Vojtek/11. Hříšnej jazz – Daniela Šinkorová a Kateřina Nováková a Gabriela Urbánková
- 2007 Dík tónům – Václav Hybš s orchestrem – Radioservis
- 2007 Česká dvanáctka 2007 – EMI Czech Republic
- 2007 Vánoční – Nejlepší vánoční album všech dob – Universal Music, 2CD (EAN 0602517535947) – cd2: 08. Jsou svátky
- 2007 Čtyři z vlaku & jazz – Petr Vondráček & Lokomotiva – Saturn – (duet Daniela Šinkorová a Petr Vondráček)
- 2008 Nejlepší české muzikály všech dob – Universal Music 2CD (EAN 0602517621985) – cd1: Vzácnej dar (Horečka sobotní noci) – Daniela Šinkorová/cd2: Money Money(Kabaret) – Daniela Šinkorová a Jiří Korn

## Seznam písní
poz. –píseň – duet s – (autor hudby písně/autor textu písně)
(h:/t:) – doposud nezjištěný autor hudby nebo textu
- Aquaius/LetThe Sunshine – (h:/t:) z muzikálu Hair
- Ave Maria – (h:/t:)
- Bílé Vánoce – (h:/t:)
- Dáme si twist (a 'dem) – (h:/t:) – z muzikálu
- Dárek vánoční – (h:/t:)
- Dej mi svou ruku prázdnou – (h:/t:)
- Děťátko v jeslích – (h:/t:)
- Fame 2004 – (h:/t:) – z muzikálu
- Freddy ty můj – (h:/t:) – z muzikálu
- Happy new year – (h:/t:)
- Hříšnej jazz – Daniela Šinkorová a Kateřina Nováková a Gabriela Urbánková – (h:/t:) – z muzikálu
- Hříšná láska (Be My Baby) – (h:/t:) – z muzikálu
- Chybí mi smích – (h:/t:)
- Chytila jsem na pasece motýlka – (h:/t:) – z muzikálu
- Jen ty bys mne moh' mít rád – (h:/t:) – z muzikálu
- Ještě horší věci jsou – (h:/t:)
- Jsou svátky – (h:/t:)
- Kabaret – (h:/t:) – z muzikálu
- Mánie – (h:/t:) – z muzikálu
- Massachusetts – (h:/t:) – z muzikálu
- Miluju Tě, jsi prima, ale rychle se změň – Daniela Šinkorová a Michaela Badinková, Petr Vondráček a Lumír Olšovský – (h:/t:) – z muzikálu
- Mířím výš – (h:/t:) – z muzikálu
- Místo zázračný – (h:/t:)
- Mít tě napořád – (h:/t:) – z muzikálu
- Money, Money – Daniela Šinkorová a Jiří Korn – (h:/t:) – z muzikálu
- Nejkrásnější den – (h:/t:)
- Ó boží den – (h:/t:)
- Proč se prodávám – (h:/t:)
- Prohledávám svět – (h:/t:)
- Rolničky – (h:/t:)
- Sbohem Kristiáne – Daniela Šinkorová a Lumír Olšovský – (h:/t:) – z muzikálu
- The nearness of you – (h:/t:)
- Tichá noc – (h:/t:)
- Tisíce přání – (h:/t:)
- To je štěstí – (h:/t:)
- To máme mládež – (h:/t:) – z muzikálu
- To se nikdo nedoví – Daniela Šinkorová a Roman Vojtek – (h:/t:) – z muzikálu
- Ukolébavka – (h:/t:)
- Už z hor zvoní zvon – (h:/t:)
- Ve dvou se to táhne líp – (h:/t:)
- Vzácnej dar (How Deep Is Your Love) – (Barry Gibb, Maurice Gibb, Robin Gibb/Miloš Skalka) – z muzikálu